# Peinture Pithora
Les peintures Pithora,, peints par des artistes des tribus Rathwa et Bhil (Bhilala) sur les deux côtés de la frontière entre Gujarat et Madhya Pradesh, sont des performances rituelles réalisées à la demande d’une famille quand un vœu a été exaucé (mariage, naissance, prospérité…).
Ce sont des rituels avant d’être des œuvres d’art, et sont exécutés par le Maitre (le baba) souvent assisté d’un prêtre. Les peintures sacrées recouvrent trois murs de la pièce et correspondent à des rituels holistique. Cette peinture sacrée issue de la tradition Pithora a été découverte et valorisée par Swaminathan dans le cadre du travail du Musée d’art contemporain Bharat Bhavan à Bhopal.